# Напівправда (оповідання)
Напівправда (англ. Half Truths) — коротке оповідання Саллі Ґрін. Сиквел оповідання «Напівбрехня». Вийшло 3 листопада 2015 року у видавництві «Вікінг».

## Сюжет
Габріель залишає США та їде до Женева у пошуках могутньої Чорної відьми Меркурії, яка б могла допомогти йому повернути його відьмацьку сутність, адже вже протягом декількох місяців він застряг у подобі фейна (простої людини, тобто не чарівника).
Меркурія погоджується допомогти Габріелю, але за умови, що він спочатку виконає для неї декілька доручень. Він, зокрема, має ввійти у довіру до групи Напівкровних, які працюють на Меркурію та продають для неї вкрадене добро. Меркурія має підозру, що один із них вкрав у неї перстень. Габріель приводить до відьми злодюжку, якому та, як покарання, відморожує руку (Меркуріїн Дар — вміння керувати погодою).
Габріель закохується і вже хоче покинути все та, переїхавши до Америки, жити мирним фейнівським життям, Коли Меркурія дає йому ще одне доручення — зустріти в Женеві лиховісного Натана, який приїхав до Швейцарії у пошуках аудієнції з нею. Ця зустріч кардинально змінює рух його життя.